# Projekt 61 Komsomolets Ukrainy
Projekt 61 Komsomolets Ukrainy eller Kashin-klass är en sovjetisk jagarklass. De var de första sovjetiska örlogsfartyg som redan från början konstruerades med luftvärnsrobotar. De var när de byggdes också världens största gasturbindrivna fartyg.

## Utveckling
Slutet av 1950-talet var en tid av stora förändringar för Sovjetiska flottan; Atomubåtar, sjömålsrobotar och snabba jetflygplan var nya hot som äldre fartyg hade svårt att klara av. Därför fanns det nu ett behov av fartyg som både kunde jaga ubåtar och försvara sig mot hot från luften. Studier påbörjades 1956 och 1957 var konstruktionen klar. Kölen för det första fartyget Komsomolets Ukrainy lades 1959 och hon sjösattes på nyårsafton 1960. Hon följdes av ytterligare tretton fartyg av den ursprungliga designen.
Det stod snart klart att avsaknaden av ytstridsförmåga var en brist och 1963 började man bygga en serie om sex modifierade fartyg (Projekt 61M eller Mod Kashin-klass). Dessa fartyg beväpnades med fyra stycken P-15 Termit-robotar (riktade bakåt som på Project 56U, vilket annars är ovanligt). De två RBU-1000 pjäserna för ubåtsjaktraketer togs bort och ersattes med fyra stycken AK-630 luftvärnskanoner.
Ytterligare fem fartyg byggdes för Indiens flotta under 1970-talet. Dessa fartyg fick den förbättrade sjömålsroboten P-20 Termit med längre räckvidd, dessutom monterade riktade framåt. En annan förändring var att det aktre kanontornet togs bort för att ge plats för en hangar vilket gav fartygen möjlighet att permanent ha en helikopter stationerad ombord. Denna fartygstyp kallas i Ryssland för Projekt 61ME, Indien för Rajput-klass och av NATO för Kashin II-klass. Dessa har under 2000-talet moderniserats med BrahMos-robotar.

## Fartyg
| Namn                | Klass        | Sjösatt           | Öde                                                                                                |
| ------------------- | ------------ | ----------------- | -------------------------------------------------------------------------------------------------- |
| Komsomolets Ukrainy | Projekt 61   | 31 december 1960  | Avrustad 1991, skrotad 1995                                                                        |
| Soobrazitelnyj      | Projekt 61   | 25 september 1961 | Avrustad 1992, skrotad 1994                                                                        |
| Provornyj           | Projekt 61E  | 23 mars 1962      | Uppgraderades till Projekt 61E 1977 med luftvärnssystemet M-22 Uragan. Avrustad 1990, skrotad 1993 |
| Ognevoj             | Projekt 61M  | 31 maj 1963       | Avrustad 1989, skrotad 1990                                                                        |
| Obraztsovyj         | Projekt 61   | 24 februari 1964  | Avrustad 1993, skrotad 1995                                                                        |
| Odarennyj           | Projekt 61   | 11 september 1964 | Avrustad 1990, skrotad 1991                                                                        |
| Otvazjnyj           | Projekt 61   | 17 oktober 1964   | Sjönk 30 augusti 1974 efter ett vådaskott av en sjömålsrobot. 24 döda                              |
| Slavnyj             | Projekt 61M  | 24 april 1965     | Avrustad 1991, skrotad 1995                                                                        |
| Strojnyj            | Projekt 61M  | 28 juli 1965      | Avrustad 1990, skrotad 1994                                                                        |
| Krasnyj Kavkaz      | Projekt 61   | 9 februari 1966   | Avrustad 1998, skrotad 2000                                                                        |
| Steregustsjij       | Projekt 61   | 20 februari 1966  | Avrustad 1993, skrotad 1994                                                                        |
| Resjitelnyj         | Projekt 61   | 30 juni 1966      | Avrustad 1998, skrotad 1999                                                                        |
| Smysjlenyj          | Projekt 61M  | 22 oktober 1966   | Avrustad 1993, skrotad 1994                                                                        |
| Strogij             | Projekt 61   | 29 april 1967     | Avrustad 1993, såld till Indien, sjönk utanför Singapore 1995.                                     |
| Smetlivyj           | Projekt 61MP | 26 augusti 1967   | 1990 moderniserad med sjömålrobot Ch-35 Uran. Fortfarande i tjänst i Svarta havsflottan.           |
| Smelyj              | Projekt 61M  | 6 februari 1968   | Leasad till Polen som ORP Warszawa 1988, såld till Polen 1992, avrustad 2003                       |
| Krasnyj Krym        | Projekt 61   | 28 februari 1969  | Avrustad 1993, skrotad 1996                                                                        |
| Sposobnyj           | Projekt 61   | 11 april 1970     | Avrustad 1993, skrotad 1995                                                                        |
| Skoryj              | Projekt 61   | 26 februari 1971  | Avrustad 1997, skrotad 1998                                                                        |
| Sderzjannyj         | Projekt 61M  | 25 februari 1972  | Avrustad 2001, skrotad 2002                                                                        |
| Rajput              | Projekt 61ME | 17 september 1977 | I tjänst i indiska flottan                                                                         |
| Rana                | Projekt 61ME | 29 september 1978 | I tjänst i indiska flottan                                                                         |
| Ranjit              | Projekt 61ME | 16 juni 1977      | I tjänst i indiska flottan                                                                         |
| Ranvir              | Projekt 61ME | 12 mars 1983      | I tjänst i indiska flottan                                                                         |
| Ranvijay            | Projekt 61ME | 1 februari 1986   | I tjänst i indiska flottan                                                                         |